# Jan Masaryk
Jan Masaryk (také Jan Garrigue Masaryk, 14. září 1886 Královské Vinohrady – 10. března 1948 Praha-Hradčany) byl československý diplomat a politik, syn prvního československého prezidenta Tomáše Garrigue Masaryka. V letech 1925–1938 sloužil jako československý vyslanec ve Spojeném království. Mezi roky 1940–1948 byl ministrem zahraničí v první i druhé Šrámkově exilové vládě, v prvním i druhém kabinetu Fierlingera a první i druhé Gottwaldově vládě. V londýnském exilovém období byl také v letech 1944–1945 pověřen správou ministerstva národní obrany.
V únoru 1948 odmítl podat demisi s ostatními demokratickými ministry v první Gottwaldově vládě. Zemřel za nevyjasněných okolností 10. března 1948 pádem z okna služebního bytu v Černínském paláci.

## Mládí, diplomatická a politická kariéra

### Rakousko-Uhersko
Narodil se 14. září 1886 ve Vlčkově vile „Osvěta“ nad Nuselským údolím na Královských Vinohradech. Na obecné škole měl dobrý prospěch, ale na malostranském reálném gymnáziu (v dnešní Hellichově ulici) se výrazně zhoršil. Školní výsledky zůstaly špatné i po přechodu na Akademické gymnázium. V roce 1906 se nedostavil k maturitě a odcestoval do USA. Zde jej podporovaly matčiny sestry a filantrop a průmyslník Charles R. Crane, přítel T. G. Masaryka a zastánce československé samostatnosti. Jan nejprve žil v New Yorku a přivydělával si jako poslíček a jinými špatně placenými pracemi. Od roku 1907 pracoval ve Craneově slévárně v connecticutském Bridgeportu. Jeho pracovní morálka však byla špatná. Po večerech hrával na klavír. Mezi říjnem 1912 a 1913 pobýval ve zvláštní škole ve Vinelandu ve státě New Jersey, kde mu byla diagnostikována hebefrenie (mírnější forma schizofrenie). 
V roce 1913 se vrátil do Čech. V letech 1915–1918 sloužil u 8. vozatajského praporu u 34. pěší divize rakousko-uherské armády v Haliči a v Uhrách a později v Itálii. Choval se jako disciplinovaný voják, staral se o koně a podle svých slov ani jednou nevystřelil. Válku skončil v hodnosti poručíka a obdržel stříbrnou medaili za statečnost 2. třídy. Při návratu z války spolu s ostatními českými vojáky pomáhal zajišťovat pořádek na území nově ustanoveného Státu Slovinců, Chorvatů a Srbů.

### Československá republika a londýnský exil
Po vzniku Československa byl po nějakou dobu „čímsi mezi ceremoniářem a otcovým prostředníkem“. 1. března 1919 vstoupil do služeb ministerstva zahraničí. Od roku 1919 do října 1920 působil jako chargé d’affaires ve Washingtonu. Snadno navazoval společenské styky, měl talent na jazyky a osvědčil se jako vynikající řečník. V letech 1920–1925 měl funkci osobního tajemníka ministra zahraničí Edvarda Beneše. Současně byl od prosince 1921 přidělen jako legační rada na vyslanectví v Londýně.

#### Velká Británie a Spojené státy americké

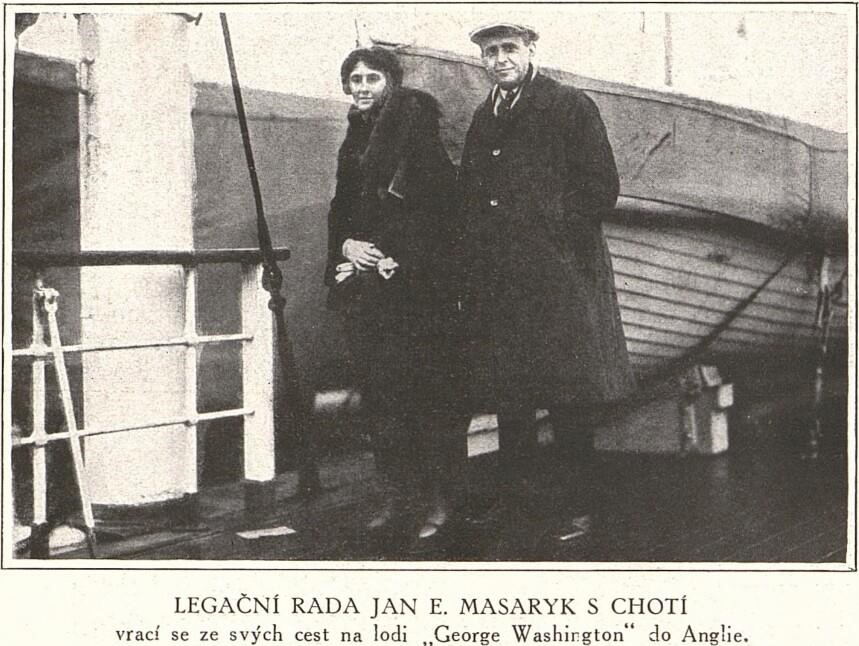
Jan Masaryk a Francis Craneová, 1925

V roce 1925 se stal čs. vyslancem v Londýně. Neměl snadný úkol, Britové považovali Československo za umělý a nestabilní stát. Masaryk měl charisma a byl schopný řečník a zábavný společník, ovšem tyto vlastnosti mu málo prospěly, pokud si měl získat přístup do vysokých konzervativních kruhů. V roce 1938 za mnichovské krize pak musel tyto nedostatky pracně dohánět. Dne 25. září 1938 předal Masaryk Chamberlainovi oficiální nótu, učiněnou sice jménem čs. vlády, ale koncipovanou na základě instrukcí prezidenta Beneše. Touto nótou se pokoušel ještě na poslední chvíli, ovšem bezúspěšně, zvrátit britskou politiku appeasementu.
Po mnichovské dohodě Masaryk na funkci vyslance rezignoval – formálně požádal ministerstvo o svolení k odchodu do výslužby a od 1. ledna 1939 nastoupil dovolenou; 30. prosince 1938 odplul do USA. Po okupaci zbytku Československa v březnu 1939 se přesunul do Londýna. V roce 1940 se stal ministrem zahraničí londýnské exilové vlády. V roce 1944 byl vedoucím československé delegace na zasedání Mezinárodní organizace práce ve Filadelfii.
Pokračoval ve veřejných vystoupeních a přednáškách v Anglii a USA o nutnosti systému kolektivní bezpečnosti, nebezpečí nacismu a mezinárodního postavení Československa za války a po ní. Jako i další exulanti spolupracoval s českým vysíláním BBC „Volá Londýn“ a svými relacemi si získal popularitu. Byl zastáncem vysídlení Němců z Československa. Navštěvoval československé letce v RAF během bitvy o Británii.
Ve Velké Británii měl k dispozici londýnský apartement na 58 Westminster Gardens, ale často pobýval i v Buckinghamshire ve Wingrave, v rezidenci členů a zaměstnanců Benešovy vlády, nebo u Benešů v jejich rezidenci v Aston Abbotts.

### Poválečné Československo
V roce 1945, 26. června, v San Francisku za ČSR podepsal Chartu Spojených národů. V roce 1946 vedl jako ministr československou delegaci na Pařížské mírové konferenci, konané od července do října. V srpnu 1946 se stal prvním předsedou v Lucemburku založené Světové federace sdružení pro Spojené národy (World Federation of United Nations Associations, WFUNA). Za války i po ní se s velkým nasazením zasazoval o zlepšení podmínek Židů.

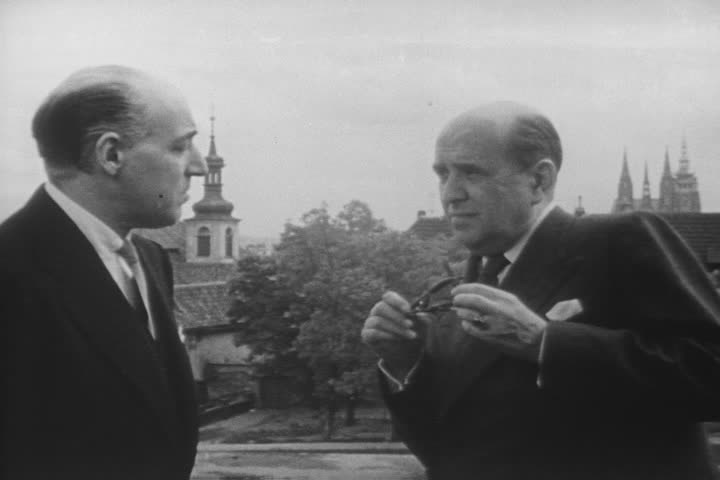
Jan Masaryk s americkým velvyslancem v Československu Laurencem Steinhardtem

Po válce se Masaryk smířil s orientací Československa na Sovětský svaz. Nová orientace na Východ byla způsobena zklamáním ze „zrady“ západních spojenců v Mnichově i špatnou zkušeností s německým sousedem a stále živými vzpomínkami na německou okupaci. 21. března 1945 v Moskvě v rozhovoru s Klementem Gottwaldem vyjádřil loajalitu a ochotu přizpůsobit zahraniční politiku politice SSSR. Dne 30. července 1945 se Masaryk vrátil z exilu do Prahy. Ministrem zahraničí zůstal i ve třech poválečných vládách Národní fronty (ve druhé Fierlingerově a v první a druhé Gottwaldově).
Po nějakou dobu doufal v úlohu ČSR coby „mostu mezi Východem a Západem“ a v demokratizaci SSSR. Byl ovšem zklamán nekompromisními sovětskými požadavky projevenými především v červenci 1947 Stalinovým nesouhlasem s účastí Československa na Marshallově plánu. Masaryk měl po návratu z Moskvy v červenci 1947 spontánně pronést k Ivanu Herbenovi větu: „Do Moskvy jsem jel jako československý ministr, ale vrátil jsem se jako Stalinův pohůnek.“ Zminíl to Ladislav Karel Feierabend ve svých pamětech. Ministr spravedlnosti Prokop Drtina výrok nepotvrdil a vyjádřil se k němu: „Jestli to tak skutečně chápal, pak měl dle mého mínění z toho vyvodit důsledky“. Jisté je jen, že Masaryk ze svého úřadu neodstoupil. Snažil se být loajální k Benešovi i ke Gottwaldovi, ale postupně se dostával do neřešitelné situace.
Masaryk byl jedním ze tří ministrů, kterým byly komunisty v září 1947 poštou zaslány krabičky s výbušninou (tzv. Krčmaňská aféra).
Tím, že v únoru 1948 nepodal demisi, de facto pomohl legalizovat vládu komunistů. V kabinetu bylo 26 členů, k demisi bylo třeba 13 hlasů, jeden hlas chyběl - Masarykův.

## Soukromý život

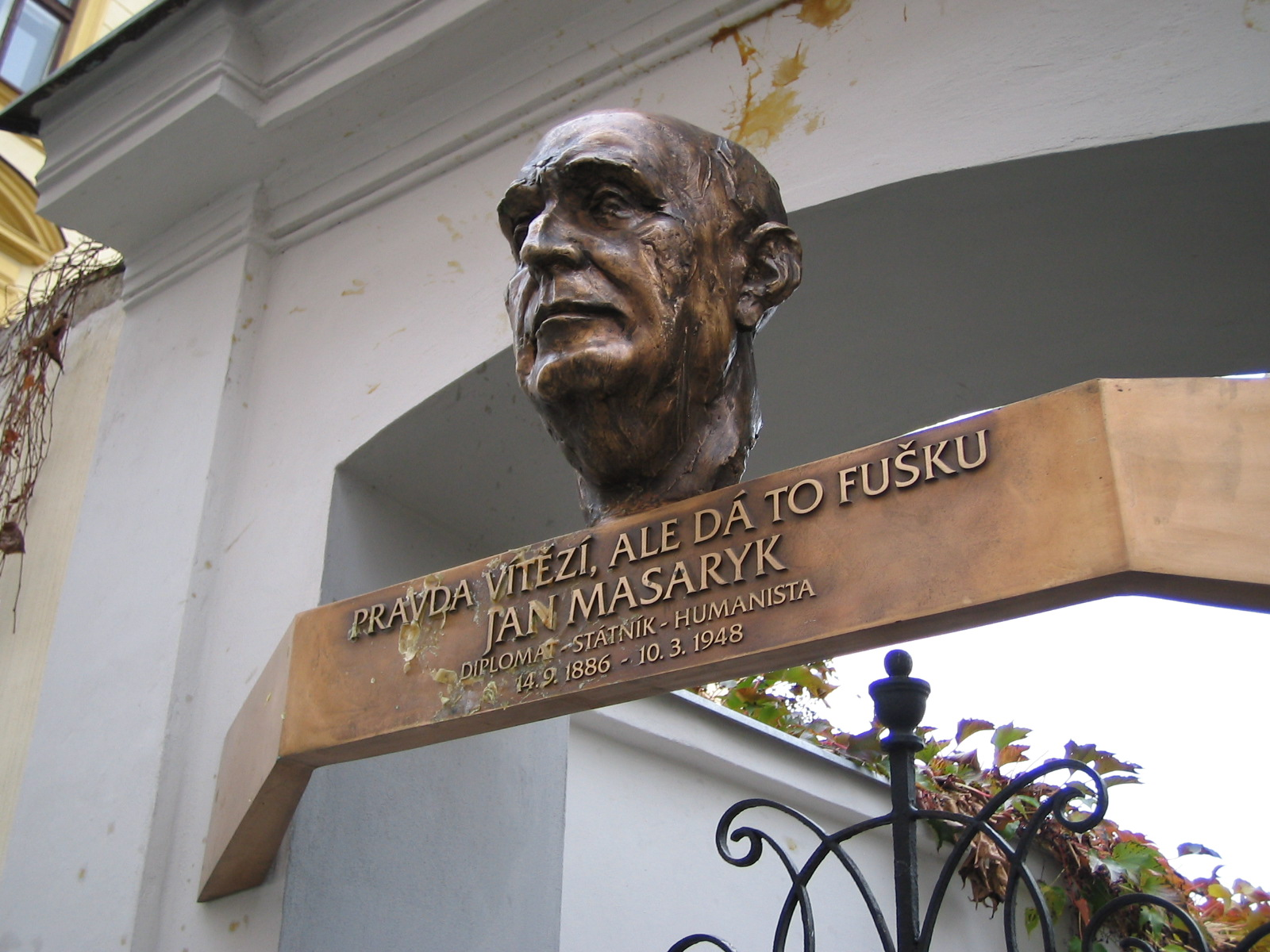
Pamětní deska u rodné vily Osvěta

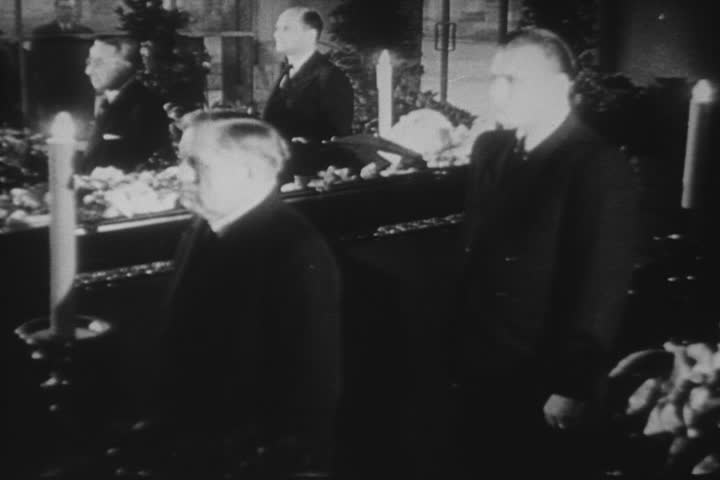
Otevřená Masarykova rakev

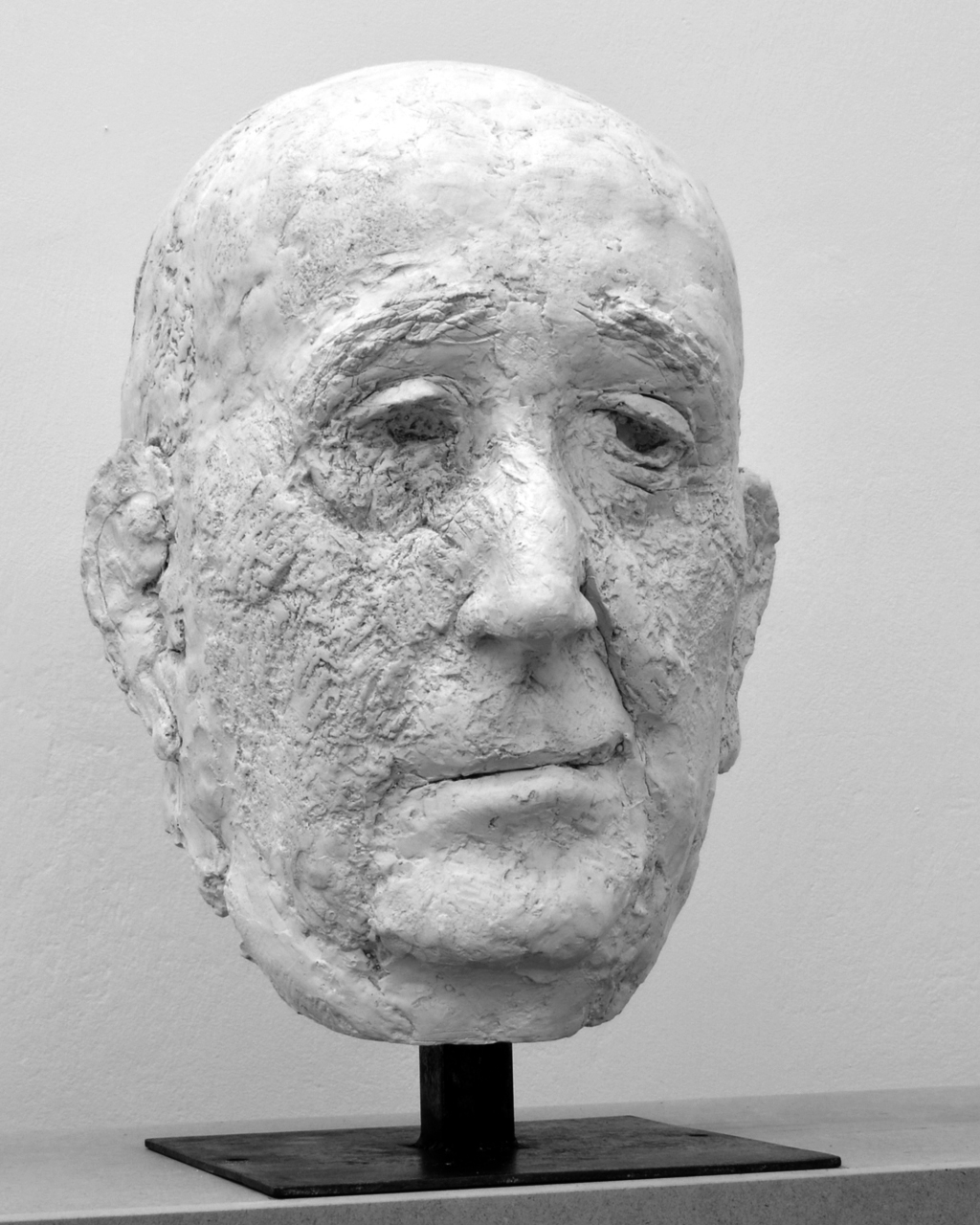
Vlasta Prachatická, Jan Masaryk (1968)

Dne 5. ledna 1925 se Jan Masaryk oženil s Frances Craneovou (celým jménem Frances Anita Crane Leatherbee, 1887–1954), dcerou podnikatele Charlese R. Cranea (1858–1939) a sestrou Richarda Cranea (1882–1938), prvního amerického velvyslance v Praze. Craneová měla z prvního manželství tři děti (Charles Leatherbee, Robert Leatherbee Jr. a Richard Crane Leatherbee). Bezdětné manželství s Masarykem skončilo v roce 1931 rozvodem. Dlouhodobé styky udržoval s  s americkou spisovatelkou a hudební kritičkou Marcií Davenportovou (1903–1996) a slíbil jí, že pokud odejde do exilu, ožení se s ní.

### Smrt
Při únorové krizi Masaryk odmítl rezignovat spolu s ostatními nekomunistickými členy Gottwaldovy vlády. Dne 7. března 1948 se zúčastnil velké přehlídky Sokolů na Staroměstském náměstí a týž den k večeru jel na hrob otce do Lán. Dne 8. března byl na vzpomínkovém večeru Národního divadla a 9. března byl přítomen při audienci nového polského velvyslance v Benešově vile v Sezimově Ústí.
Nad ránem 10. března 1948 byl nalezen mrtev pod oknem koupelny svého bytu v Černínském paláci. Jeho smrt zůstala nevyjasněna. Mezi hypotézy se zařadily vražda na příkaz sovětské strany, sebevražda, nehoda při snaze opustit byt či akce Masarykových spolupracovníků kvůli jeho setrvání v komunistické vládě po Únorovém převratu, čímž režim fakticky legitimizoval.

## Film a televize
- 1943 – Švejk bourá Německo (Schweik's New Adventures), britský film, režie Karel Lamač, úvodní slovo Jana Masaryka přidáno dodatečně v roce 1947 při uvedení filmu do československé distribuce[28]

Dokumentární filmy:
- 1968 – Mnichov 1938 (krátkometrážní dokumentární film), režie Karol Wild
- 1998 – Jan Masaryk (dvoudílný televizní film), režie Jaroslav Brabec

Po roce 1989 vzniklo několik filmů a seriálů, které se zabývaly obdobím 1938–1948, které bylo klíčové jak pro stát, který Jan Masaryk zastupoval, tak pro Jana Masaryka samotného.
Jana Masaryka ztvárnili:
- Jiří Bábek – České století (seriál, režie Robert Sedláček, 2013)
- Karel Roden – Masaryk (film, režie Julius Ševčík, 2016)
- Robert Jašków – Milada (film, režie David Mrnka, 2017)
- Roman Luknár – Toman (film, režie Ondřej Trojan, 2018)

## Medaile Jana Masaryka
Pamětní stříbrnou medaili Jana Masaryka uděluje velvyslanec nebo generální konzul České republiky, v zastoupení ministerstva zahraničních věcí, osobnostem z řad zahraničních Čechů i zahraničních příslušníků za šíření dobré pověsti České republiky ve světě.